# I Love Rock 'N Roll (álbum)
I Love Rock'n'Roll es el segundo álbum de estudio de Joan Jett y el segundo bajo la discografía de Boardwalk que fue lanzado en diciembre de 1981. En Estados Unidos fue certificado Platino, en Canadá Doble Platino y alrededor del mundo ha vendido aproximadamente 10 millones de copias.

## Listado de canciones
- Edición estándar

| I Love Rock 'N Roll |                        |                           |               |          |  |
| N.º                 | Título                 | Escritor(es)              | Productor(es) | Duración |  |
| 1.                  | «I Love Rock 'n' Roll» | Alan Merrill, Jake Hooker |               | 2:55     |  |
| 2.                  | «(I'm Gonna) Run Away» | Joan Jett y Kenny Laguna  |               | 2:27     |  |
| 3.                  | «Love Is Pain»         | Jett                      |               | 3:07     |  |
| 4.                  | «Nag»                  | Arthur Crier              |               | 2:46     |  |
| 5.                  | «Crimson and Clover»   | Tommy James, Peter Lucia  |               | 3:17     |  |

1. "I Love Rock 'n' Roll" (Alan Merrill, Jake Hooker) - 2:55
2. "(I'm Gonna) Run Away" (Jett, Kenny Laguna) - 2:27
3. "Love Is Pain" (Jett) - 3:07
4. "Nag" (Arthur Crier) - 2:46
5. "Crimson and Clover" (Tommy James, Peter Lucia) - 3:17
6. "Victim of Circumstance" (Jett, Kenny Laguna) - 2:54
7. "Bits and Pieces" (Dave Clark Five) - 2:07
8. "Be Straight" (Jett, Greg Kihn, Kenny Laguna) - 2:40
9. "You're Too Possessive" (Jett) - 3:35
10. "Little Drummer Boy"  (Katherine K. Davis, Henry Onorati, Harry Simeone) - 4:14

### CD bonus tracks
1. "Oh Woe Is Me"
2. "Louie Louie" (Richard Berry)
3. "You Don't Know What You've Got" (Live)
4. "Summertime Blues" (Eddie Cochran, Jerry Capehart)
5. "Nag" (featuring The Coasters)

## Personal
1. Joan Jett - Vocalista y Guitarra
2. Gary Ryan - Bajo y segunda voz
3. Ricky Byrd - Guitarra y segunda voz
4. Lee Crystal - Batería
5. Eric Ambel - guitarra

- Datos: Q2552726